# Михайло-Архангельский (Башкортостан)
Михайло-Архангельский (баш. Михайло-Архангельский или Төмәкә) —  упразднённый в 1987 году посёлок в Ишимбайском районе Башкирская АССР РСФСР СССР. Входил на год упразднения в Салиховский сельсовет. Ныне урочище на территории Урман-Бишкадакского сельсовета в Ишимбайском районе Республики Башкортостан Российской Федерации. По данным на 1 января 1969 года проживали украинцы.
Код АГКН 0667677.

## География
Находился в левобережье р. Селеук, в 3 км западнее села Салихово.

### Географическое положение
Расстояние (на 1 января 1969 года) до:
- районного центра (Ишимбай): 14 км,
- центра сельсовета (Салихово): 4 км,
- ближайшей ж/д станции (Ишимбаево): 14 км.

## История
До упразднения уездно-губернского деления хутора Михайло-Архангельский (Төмәкә), Спасский (Ҡаҙаяҙлы Башы), Купреево, Никольский, население которых состояло из пришлых поселенцев, вместе с башкирскими деревнями Канакаево, Ахмерово, Ишеево, Карайганово, Урман-Бишкадак и Яр-Бишкадак входили в состав Илчектимеровской волости.
11 декабря 1987 года Председатель Президиума Верховного Совета Башкирской АССР подписал «Указ об исключении из учетных данных некоторых населенных пунктов» № 6-2/481.

Президиум Верховного Совета Башкирской АССР постановляет:
Исключить из учетных данных следующие населенные пункты:
деревню Новоабсалямово Уршакского сельсовета Аургазинского района;
хутор Арметбаш, деревню Сафартуй Арметовского сельсовета, хутор Родниковский Верхоторского сельсовета, поселок Михайло-Архангельский Салиховского сельсовета Ишимбайского района.— http://ufa.regionz.ru/index.php?ds=39409